# The Home Breakers (film 1916)
The Home Breakers è un cortometraggio muto del 1916 diretto da Bertram Bracken.

## Produzione
Il film fu prodotto dalla Knickerbocker Star Features (Balboa Amusement Producing Company. Venne girato a Long Beach, cittadina californiana dove la casa di produzione aveva la sua sede.

## Distribuzione
Distribuito dalla Pathé Exchange, il film - un cortometraggio in tre bobine - uscì nelle sale cinematografiche statunitensi il 31 marzo 1916.